# Masalia terracotta
Masalia terracotta là một loài bướm đêm trong họ Noctuidae.